# Rue Philippe-Féral
La rue Philippe-Féral (en occitan : carrièra Felipe Féral) est une voie de Toulouse, chef-lieu de la région Occitanie, dans le Midi de la France. 

## Situation et accès

### Description
La rue Philippe-Féral est une voie publique. Elle se trouve dans le quartier Saint-Étienne, dans le secteur 1 - Centre.
Cette rue relativement étroite, large de seulement 3 mètres dans certaines parties, naît perpendiculairement à la rue du Languedoc. Suivant un parcours rectiligne, elle se termine au croisement de la grande-rue Nazareth. Elle est prolongée à l'est par la rue Caminade qui se poursuit jusqu'au croisement de la rue Espinasse.
La chaussée compte une seule voie de circulation automobile à sens unique, de la rue du Languedoc vers la grande-rue Nazareth. Elle est définie comme une zone de rencontre et la vitesse y est limitée à 20 km/h. Il n'existe pas de bande, ni de piste cyclable, quoiqu'elle soit à double-sens cyclable.

### Voies rencontrées
La rue Philippe-Féral rencontre les voies suivantes, dans l'ordre des numéros croissants :
1. Rue du Languedoc
2. Grande-rue Nazareth

### Transports
La rue Philippe-Féral se trouve à proximité immédiate de la rue du Languedoc et de la rue Théodore-Ozenne, parcourues et desservies par la ligne de bus 44 et la navette Ville. La station de métro la plus proche est la station Carmes, sur la ligne . 
Plusieurs stations de vélos en libre-service VélôToulouse se trouvent dans les rues voisines : les stations no 45 (10 rue Théodore-Ozenne) et no 47 (12 rue du Languedoc).

## Odonymie

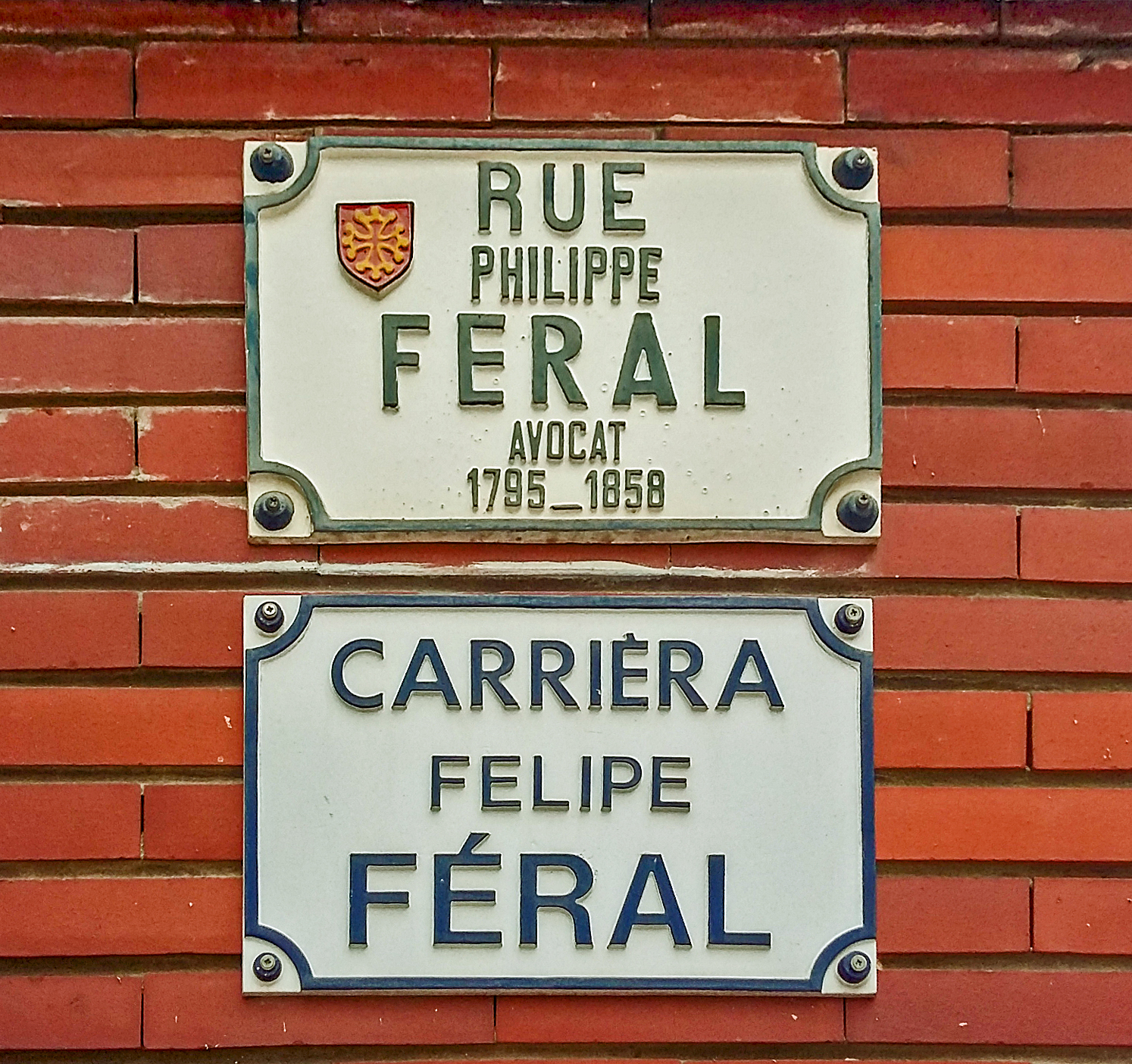
Plaques de rue en français et en occitan.

Le nom de la rue rend hommage à Philippe Féral, avocat toulousain qui habita dans cette rue, puisqu'il acheta en 1832 le vieil hôtel de Blaise d'Auriol. C'est par décision du conseil municipal, en 1887, que la rue prit son nom.
Au Moyen Âge, la rue s'appelait rue de Carmaing ou de Caraman : ce nom se trouve dès le milieu du XIVe siècle (en occitan médiéval : carriera en Caraman, 1366). Une famille de ce nom y habitait alors. Afin de la distinguer d'une autre rue de Carmaing, il était parfois précisée qu'elle était « près de l'église Nazareth », à cause de la chapelle Notre-Dame-de-Nazareth, élevée au XIVe siècle au milieu du côté sud de la rue. Il devint de plus en plus fréquent de la désigner comme la rue Nazareth, en lui adjoignant le qualificatif de « petite rue », afin de la distinguer de la « grande rue » voisine. Après la Révolution française, pendant laquelle elle porta provisoirement le nom de rue la Prospérité, c'est ce nom de petite-rue Nazareth qui s'imposa, avant qu'elle soit rebaptisée en l'honneur de Philippe Féral,.

## Histoire

### Moyen Âge et période moderne
Au Moyen Âge, la rue Philippe-Féral dépend du capitoulat de Saint-Barthélémy. La plupart des maisons de la rue ne sont que des dépendances des rues voisines, rues Saint-Barthélémy (actuelle rue du Languedoc) et de la Souque-d'Albigès (actuelle grande-rue Nazareth). Dans la première moitié du XIVe siècle, la chapelle Notre-Dame, qui conserve la statue miraculeuse d'une Vierge à l'Enfant, est construite. Elle est reconstruite à partir de 1452 avec l'aide des magistrats et parlementaires toulousains, qui habitent nombreux dans le quartier. Elle reçoit des dons nombreux et accueille les sépultures de plusieurs de ses bienfaiteurs, tels le conseiller au parlement Michel de Vabres, le premier président du parlement Jacques de Minut ou encore le jurisconsulte Antoine Dadin de Hauteserre.
Après l'incendie du 7 mai 1463, qui détruit une grande partie du quartier, certains propriétaires en profitent pour réunir de vastes emprises foncières. En 1504, le docteur-régent de l'université, Blaise d'Auriol, se fait construire un hôtel particulier (actuel no 1). En 1525, avec le soutien du président au parlement Georges d'Olmières et l'approbation du pape Clément VII, il devient doyen de la chapelle Notre-Dame, érigée en église collégiale. Mais les chanoines de la cathédrale Saint-Étienne s'y opposent, avec le soutien de l'archevêque de Toulouse, Jean d'Orléans-Longueville. Finalement, par deux arrêts du 16 juillet 1527 et du 30 décembre 1529, le Grand Conseil du roi tranche en faveur des chanoines de Saint-Étienne.
La rue ne connaît que peu d'évolutions au cours des siècles suivants. Le vieil hôtel de Blaise d'Auriol est profondément remanié à la fin du XVIIIe siècle, dans le style néo-classique Louis XVI, pour le capitoul Pierre-Alexandre Gary.

### Époque contemporaine
Au moment de la Révolution française, la rue connaît quelques changements. Pendant la Terreur, entre 1793 et 1794, plusieurs parlementaires toulousains sont inquiétés. Habitant d'un des immeubles de la rue (actuel no 7), Philippe-Joseph-Marie Cucsac, conseiller à la première chambre des enquêtes du parlement, est arrêté comme suspect et emprisonné dans la prison de la Visitation (emplacement de l'actuel no 41 rue Charles-de-Rémusat) avec 35 autres parlementaires. Mais, tandis que ces derniers sont jugés et guillotinés à Paris aux mois de juin et juillet 1794, il est acquitté. La chapelle Notre-Dame souffre également : fermée depuis 1789, son clocher est détruit, puis elle est vendue comme bien national à Marguerite Gautier, qui la transmet à son neveu, l'avocat Pierre Bruneau Roucoule. Quand le culte catholique est rétabli en 1800, il rend cependant la chapelle au culte,.

## Patrimoine

### Chapelle Notre-Dame-de-Nazareth
no  6 :  Inscrit MH (1996).
La construction de la chapelle Notre-Dame-de-Nazareth est liée à l'invention vers 1260 d'une statue miraculeuse de la Vierge. Une première chapelle est déjà connue au XIIIe siècle, mais le bâtiment actuel est construit entre la fin du XVe siècle et le début du siècle suivant. Sa construction est due à des parlementaires toulousains et elle fut le siège de la confrérie Saint-Yves, fréquentée par la magistrature jusqu'à la Révolution française. Fermée en 1789, elle est vendue comme bien national avant d'être rendue au culte en 1800. Elle est aujourd'hui affectée au culte catholique et dépend de la paroisse Notre-Dame-de-la-Dalbade,.
La chapelle est enserrée dans les constructions voisines et ne présente pas de façade particulière. L'architecture de l'ensemble est d'un très pur style gothique, sans remaniement de la Renaissance, mais elle a reçu une décoration plus tardive. Le portail voûté en plein cintre est surmonté d'une accolade gothique. Le tympan est décoré d'un culot présentant des branches contournées d'un cep de vigne, un escargot et un oiseau picorant une grappe de raisin, surmonté d'une statue de Vierge à l'Enfant.

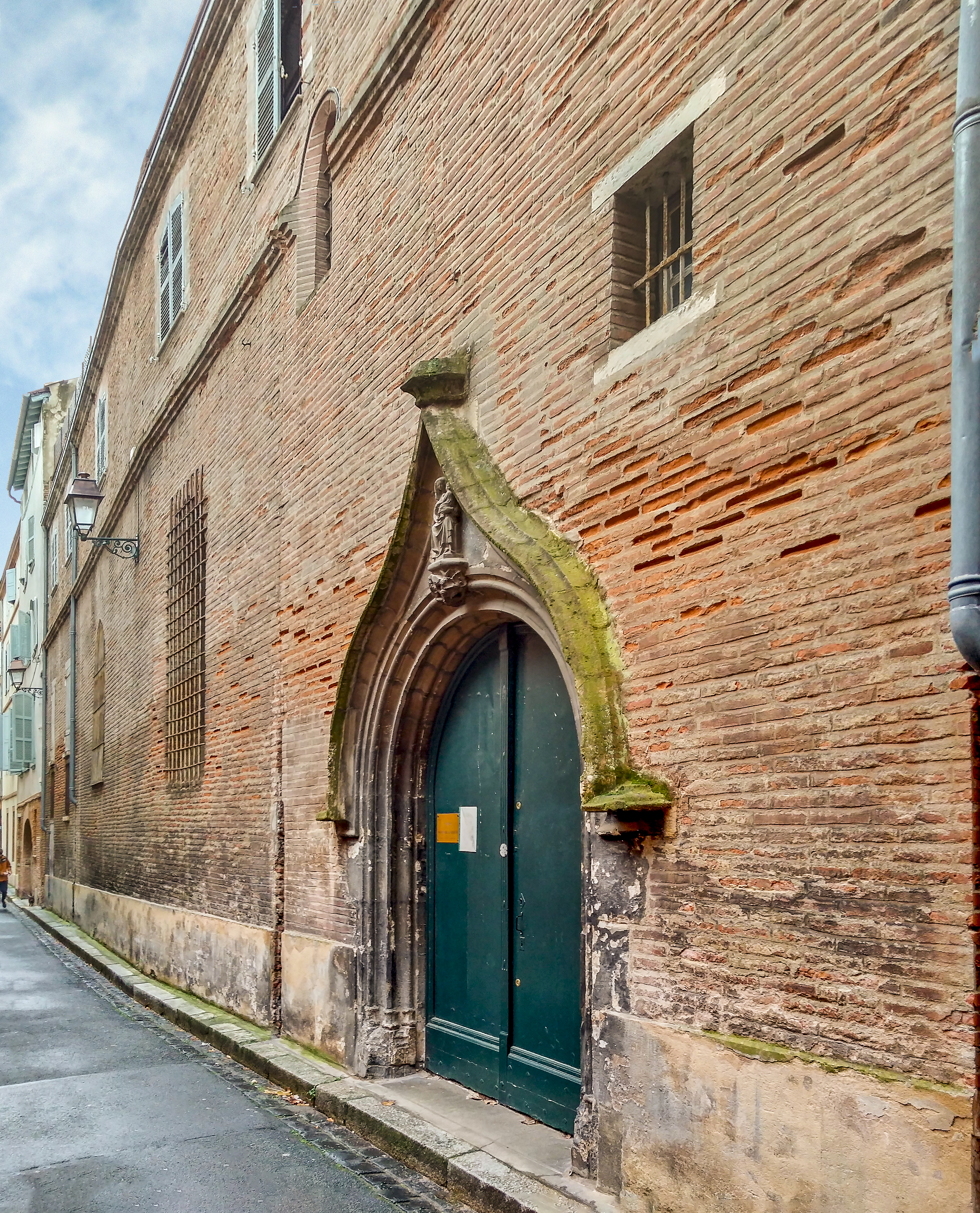
Vue de la chapelle depuis la rue Philippe-Féral.
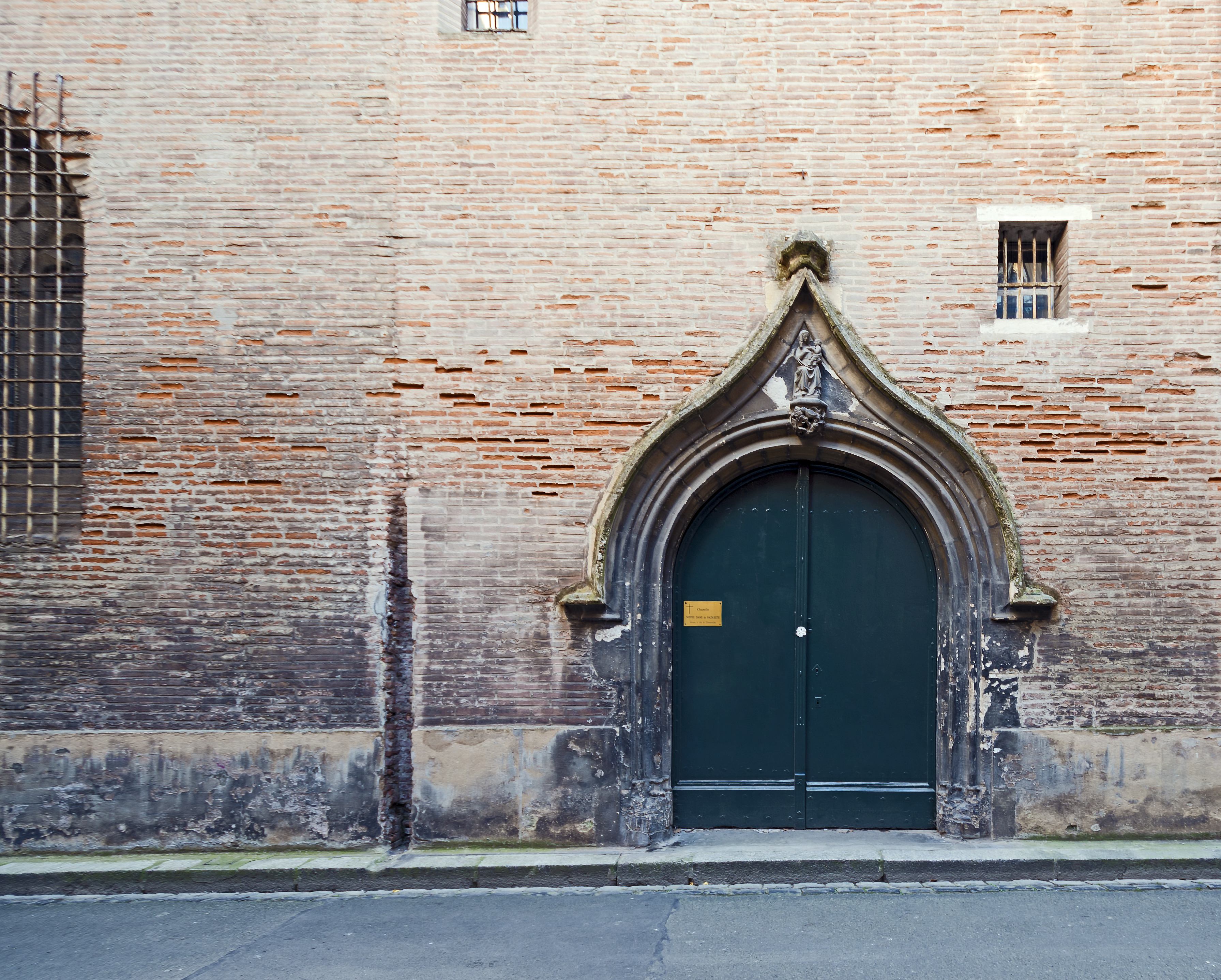
Façade et porte principale de la chapelle.
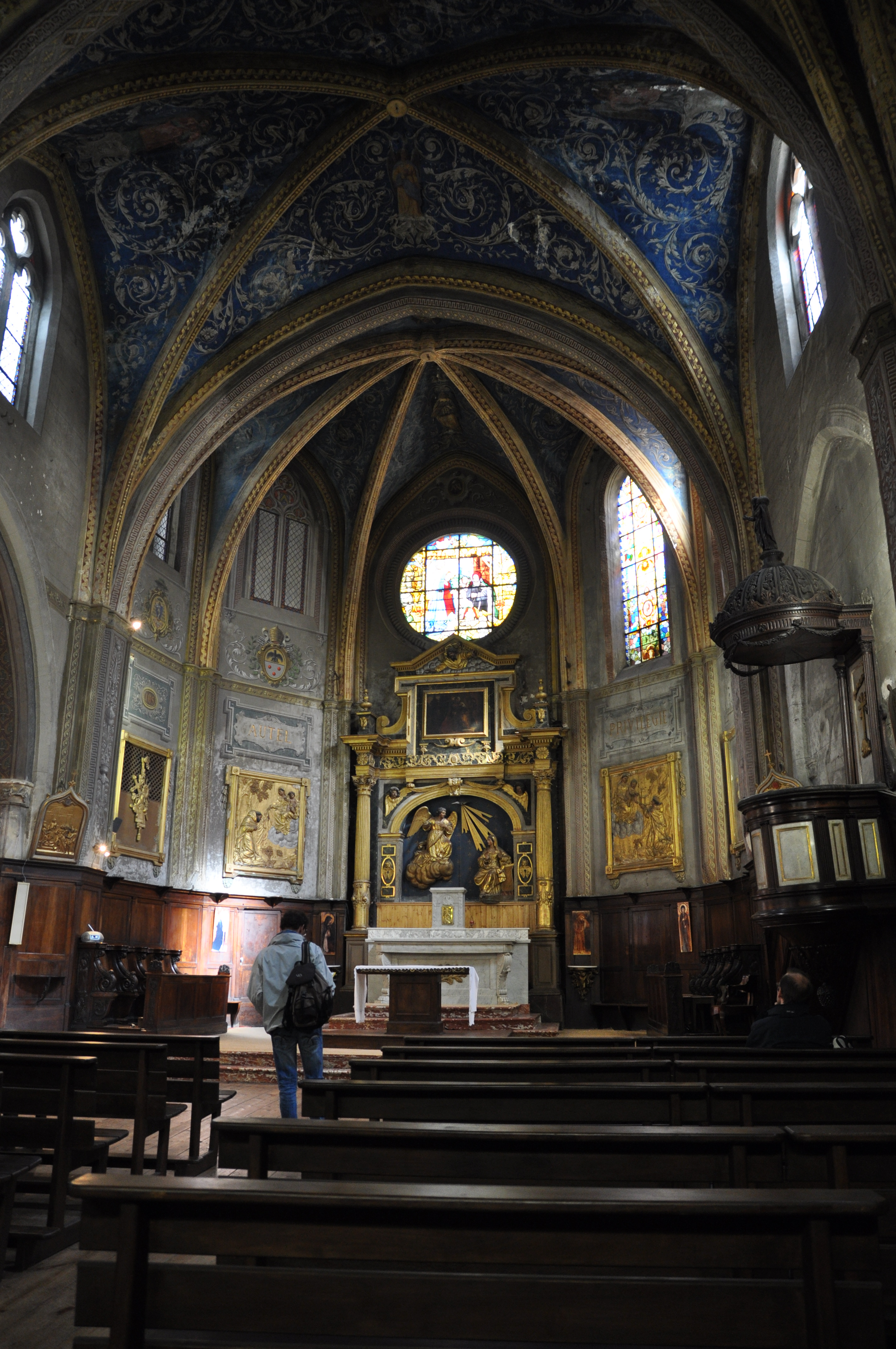
Intérieur de la chapelle.
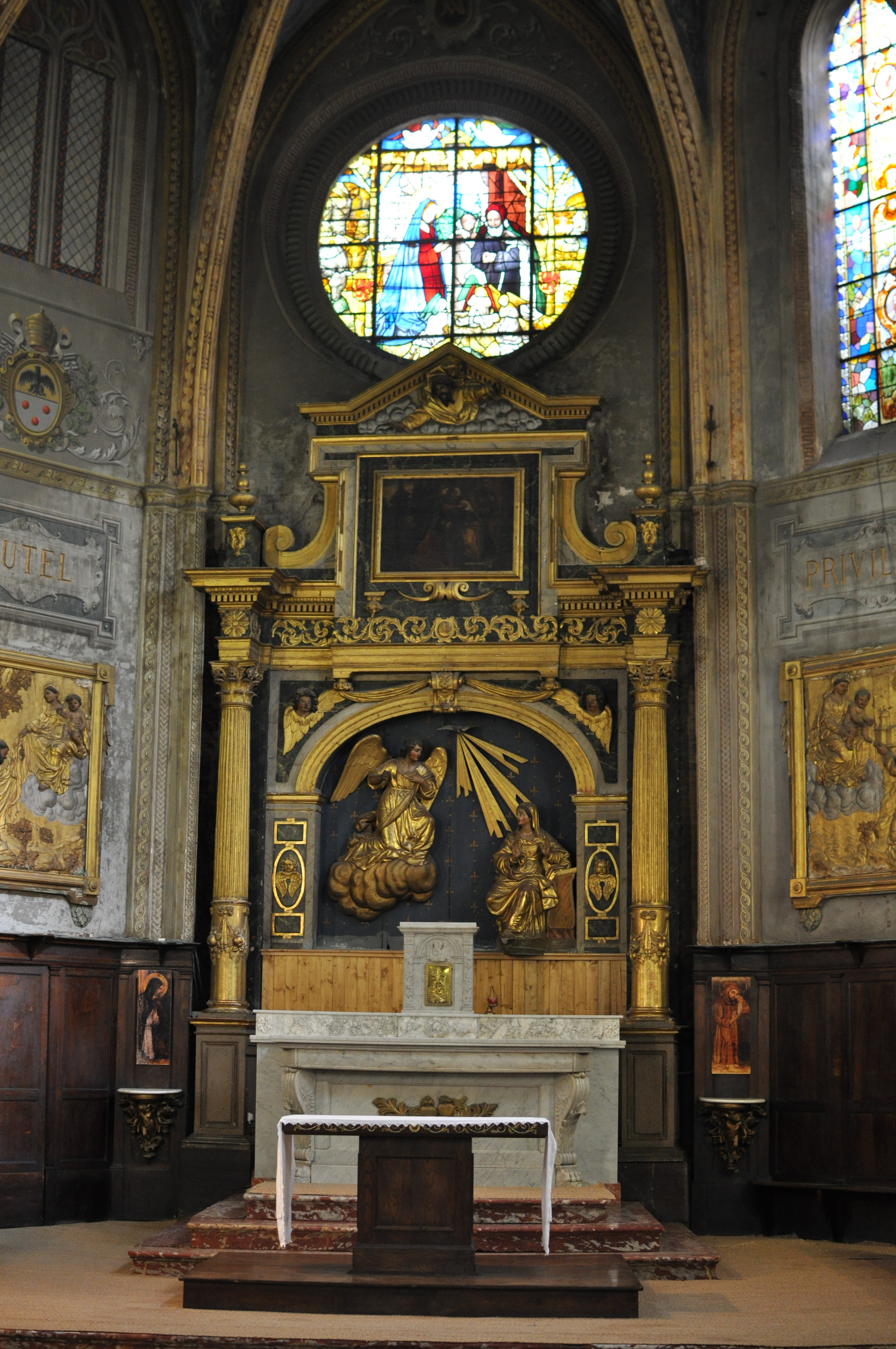
Abside de la chapelle.

### Immeubles

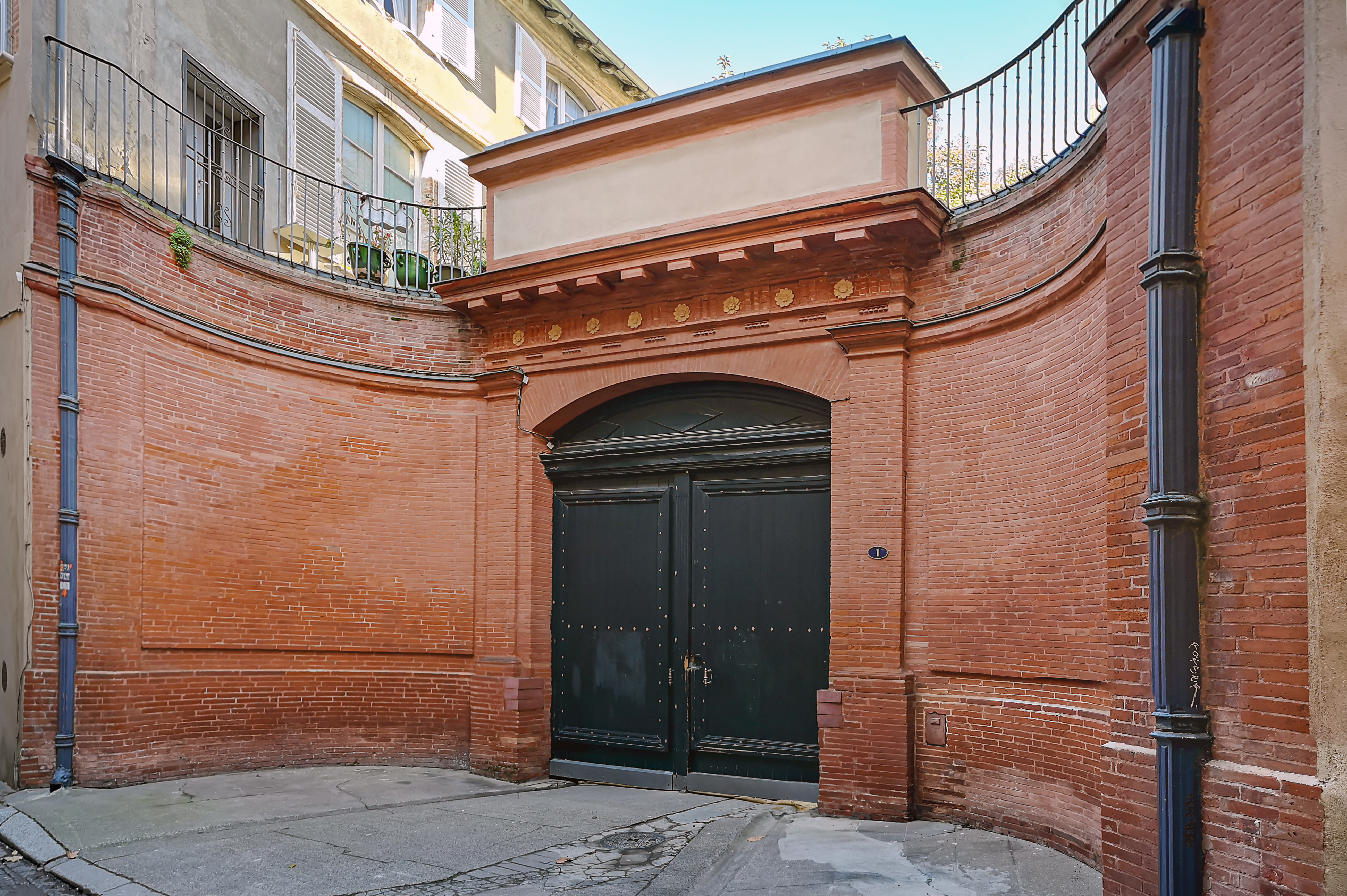
Portail de l'hôtel de Blaise d'Auriol (ou Féral).

- no  1 : hôtel de Blaise d'Auriol (ou Féral). 
En 1504, Blaise d'Auriol se fait construire un hôtel particulier surmonté d'une tour, à l'angle des actuelles rues du Languedoc et Philippe-Féral : on conserve de cet hôtel du XVIe siècle deux fenêtres à meneau en pierre, tandis que d'autres fenêtres l'ont perdu. Les bâtiments sont largement remaniés au XVIIIe siècle pour le capitoul Pierre-Alexandre Gary : c'est de cette période que date le vaste portail encadré de colonnes et surmonté d'une corniche doriques. Celui-ci, décentré, ouvre sur une cour carrée, entourée de quatre corps de bâtiment et décorée d'un bas-relief. Philippe Féral, célèbre avocat, achète l'hôtel en 1832 et fait construire un grand escalier à rampes droites dans le goût du Second Empire[15],[16].

- no  7 : immeuble. 
L'immeuble est construit au XVIIIe siècle, peut-être pour Philippe-Joseph-Marie Cucsac, seigneur de Sabaillan, conseiller au parlement de 1748 à 1790, qui en est propriétaire en 1752. L'imposte en fer forgé au-dessus de la porte présente ses initiales J et C enlacées[9],[17].